# フレンドシップ・ブレスレット

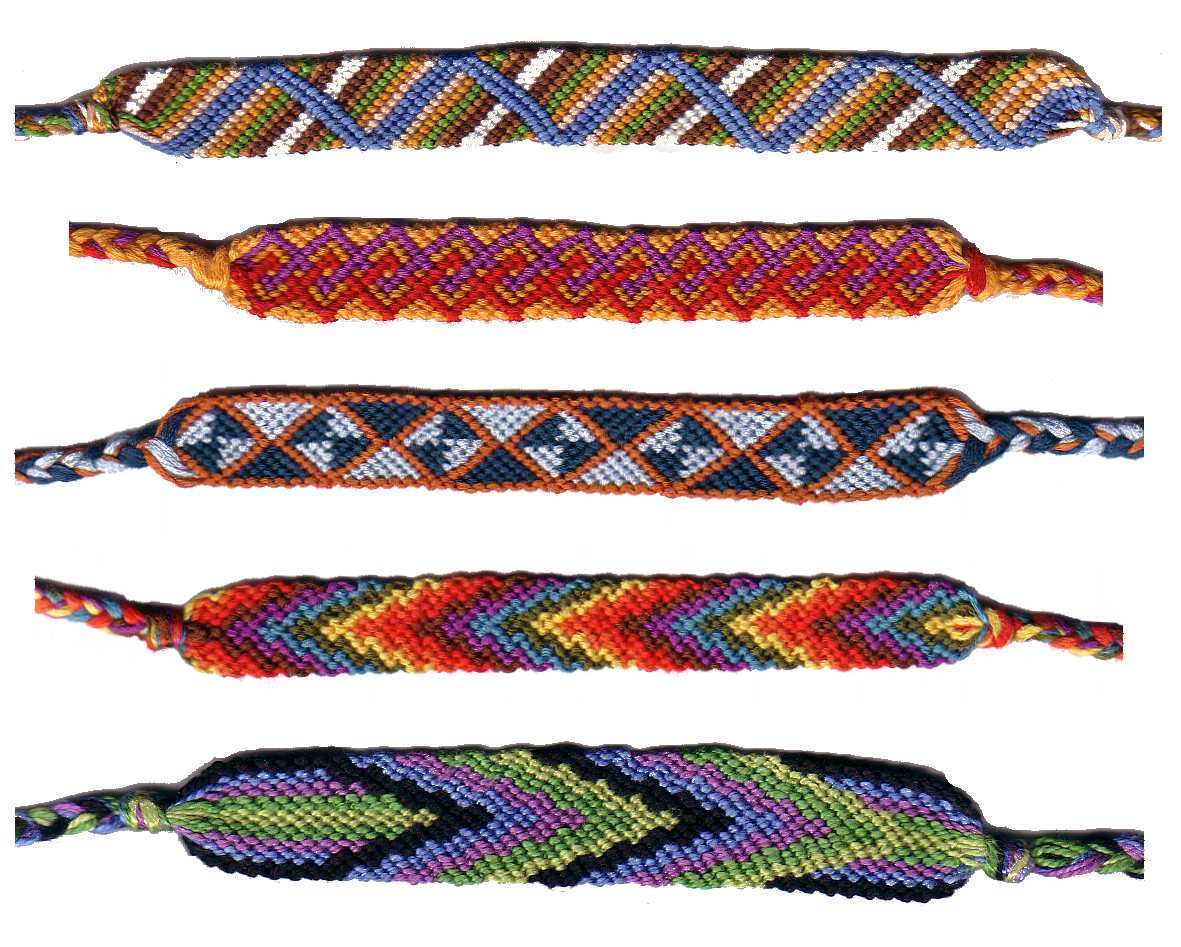
さまざまな形のフレンドシップ・ブレスレット

フレンドシップ・ブレスレット (英語: friendship bracelet) は友情のしるしとしてある人から別の人に贈る組み紐の装飾用ブレスレットである。フレンドシップ・ブレスレットは多くの場合手作りで、ふつうは刺繡用の紐や糸で作られ、マクラメの一種である。さまざまなスタイルや模様があるが、ほとんどは単純なひと結びを繰り返すものである。
ブレスレットに使われる糸の量は模様によって異なる。最も小さい模様であるダブルチェーンノットは2本の糸が必要であり、一方でキャンディストライプは必要な厚みに応じて3本以上の糸を使うこともある。ジグザグ模様などにすることもある。

## 来歴
フレンドシップ・ブレスレットに類するものは古くからあるが、人気を博すようになったのは現代になってからのことである。色鮮やかな紐のブレスレットの起源は中南米の先住民の文化であると広く考えられている一方で、装飾的な組み紐細工自体は紀元前481年から221年頃の中国にまで遡ることができる。
現代における流行については、グアテマラのマヤ先住民が身につけていたブレスレットがもとになっていると指摘されている。グアテマラでマヤ先住民や農民の行方不明者増加に抗議するデモ参加者がこの種のブレスレットをよく身につけられていたと言われており、アメリカ合衆国に最初に入ってきた頃には左翼的な連帯の意図を示すという政治的な意味合いもあった。
フレンドシップ・ブレスレットはアメリカ合衆国で1970年代頃から知られるようになった。性別にかかわらず着用できたため、男女両方の子供や十代の若者がよく身につけるようになった。その後、世界的に人気を博し、十代の若者だけではなく大人や著名人も身につけるようになった。
男女両方が身につけられるものであるが、2011年頃にはとくに十代の女性が好んで着用するものと見なされるようになった。『ニューヨーク・タイムズ』はウィキペディアにおけるジェンダーバイアスを批判する記事において、男の子がふだん使うようなものの記事に比べると英語版ウィキペディアの「フレンドシップ・ブレスレット」の記事が充実していないということをとりあげている。この件は2013年に『Bustle』でもとりあげられた。
2016年、アメリカ合衆国大統領であるバラク・オバマの誕生日にあたってアメリカ合衆国副大統領であったジョー・バイデンがオバマのためのフレンドシップ・ブレスレットの写真をTwitterに投稿し、メディアでとりあげられた。6月8日はアメリカ合衆国では「親友の日」とされており、2019年6月8日にもバイデンは同じオバマのためのブレスレットの写真をTwitterに投稿し、再度メディアでとりあげられた。

## 習慣・言い伝え

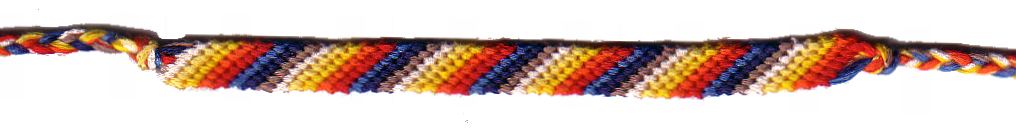
イージー・ストライプ・フォームのフレンドシップ・ブレスレット

フレンドシップ・ブレスレットはさまざまな機会に身につけられるが、すぐに壊れない材質で水泳の邪魔にならないため、ビーチでつけるファッションアクセサリーとしては最適であると言われている。

フレンドシップ・ブレスレットにはさまざまな意味や象徴的な使用法があり、友情のしるしとしてのみならずフォークアートとして身につけられたり、社会的・政治的主張を伴うものとして着用されることもある。

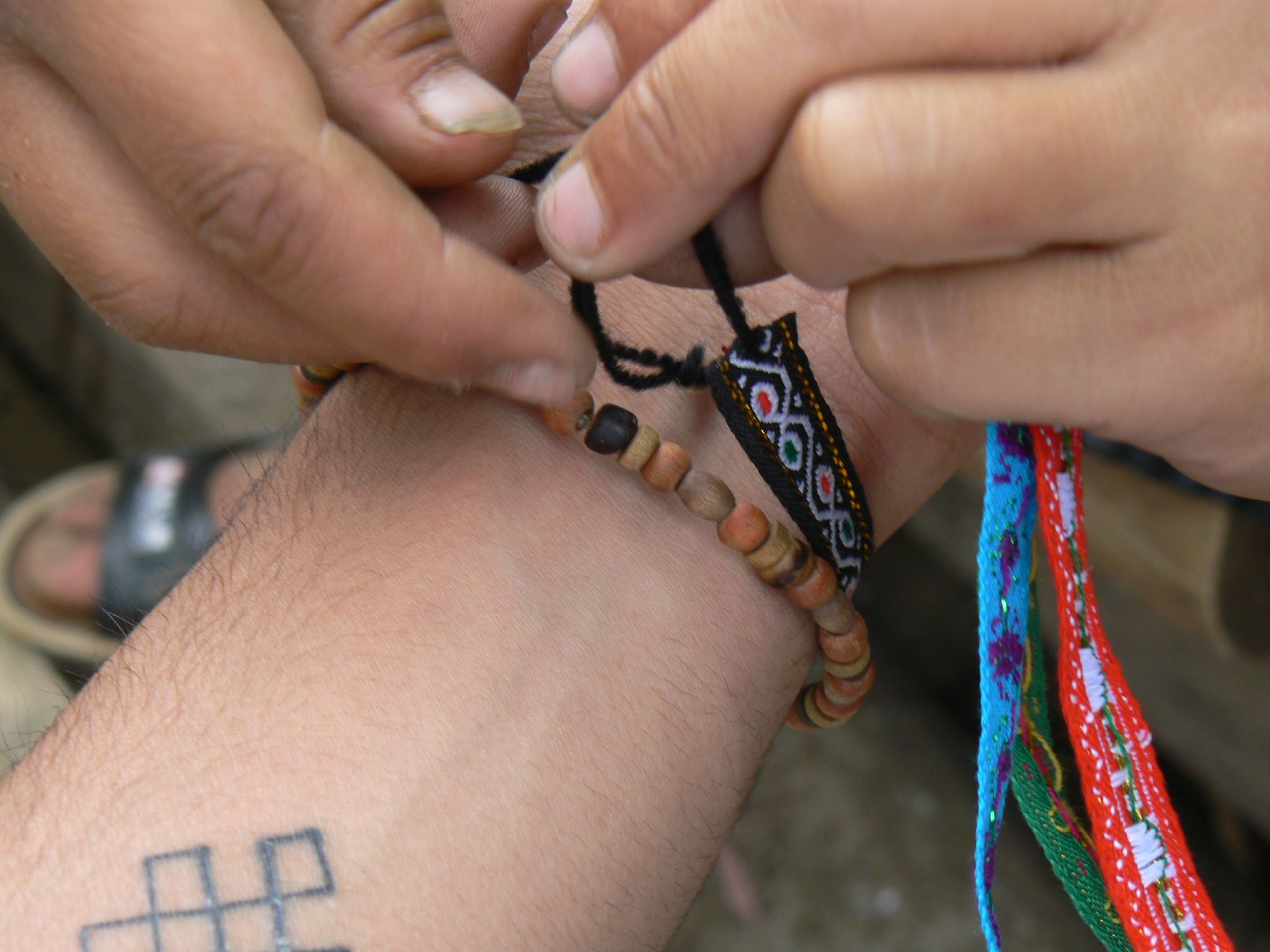
フレンドシップ・ブレスレットを結ぶ様子

言い伝えによると、友人の片方がブレスレットを他方の手首に友情のしるしとして結び、その際に何か願い事をするとよいと言われている。ブレスレットを作るのに注がれた努力と愛情を称えるべく、完全にすり切れて自然に外れるまでつけ続け、とれた瞬間に願いが叶うと言われている。

## ミサンガ
ミサンガは世界的によく知られている幸運のおまじないのブレスレットである。